# Blacha miedziana

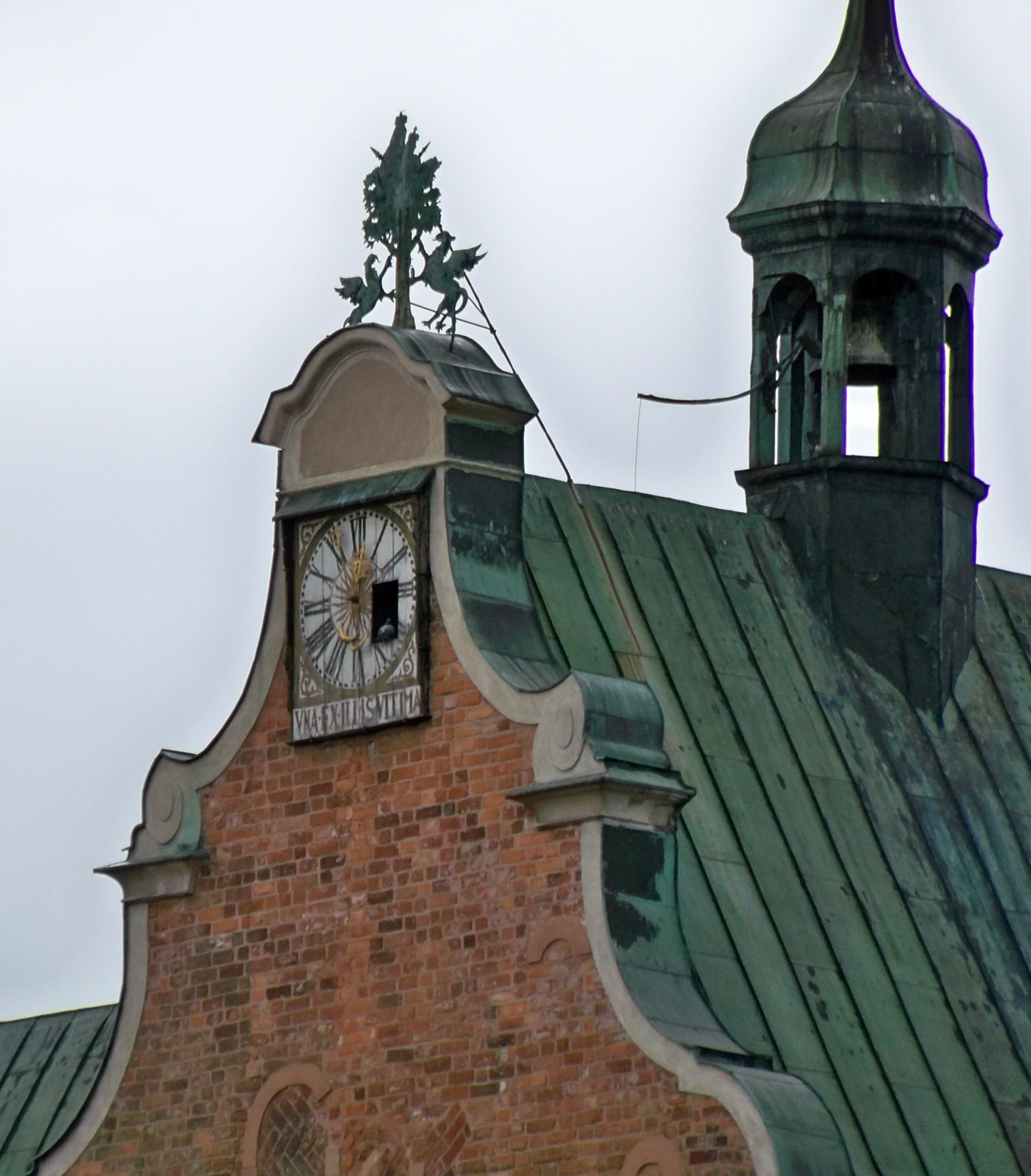
Pokrycie dachowe z blachy miedzianej pokrytej patyną

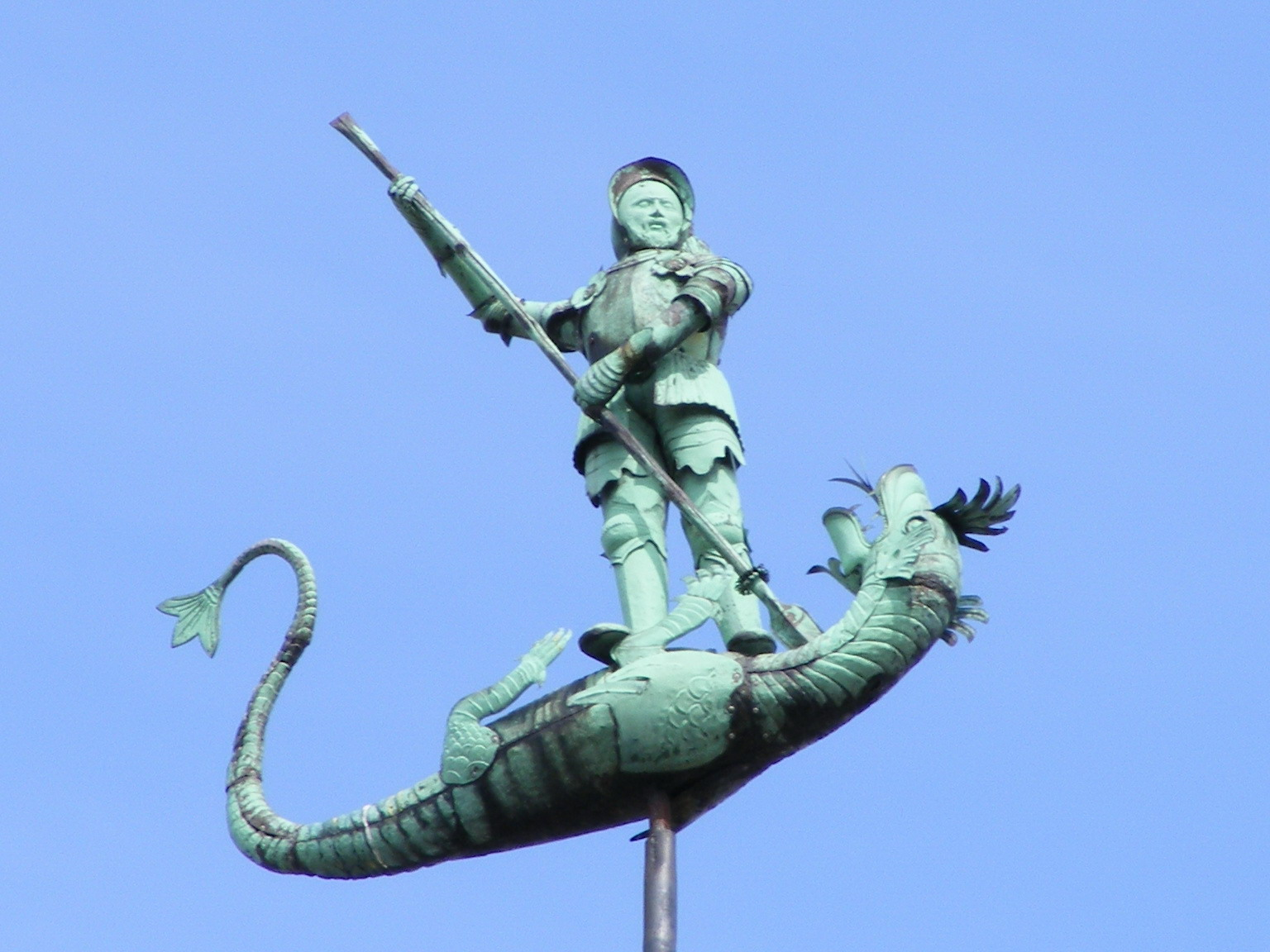
Ozdoba dachowa z blachy miedzianej pokrytej patyną

Blacha miedziana – jeden z najdroższych i najtrwalszych typów pokryć dachowych, którego trwałość wynosi około 300 lat. Blacha miedziana jest wykorzystywana również do wytwarzania systemów rynnowych oraz wszelkiego rodzaju ozdób dachowych.

## Charakterystyka
Blachy miedziane łączone są w sposób tradycyjny, czyli na rąbek stojący lub leżący, a ich lutowanie odbywa się w temperaturze od 650 do 800 °C. Blacha miedziana łączona jest na tzw. żabki (metalowe łączniki przybijane gwoździami do deskowania). Pokrycia miedziane wymagają więc sporych umiejętności, czasu i pełnego deskowania dachu. Pokrycie układa się na sztywnym poszyciu, współcześnie wyłożonym folią lub matą separacyjną, by uniknąć reakcji z impregnatami do zabezpieczenia drewna. Najlepiej wyglądają na dachach o dużych powierzchniach. Masa pokrycia to zaledwie 4,5-5,5 kg/m². Grubość blachy, z której wytwarzane jest to pokrycie dachowe, to 0,6 mm.
Z upływem czasu wygląd blachy miedzianej staje się atrakcyjny, gdy pokrywa się zielonoszarą patyną, czyli tlenkiem miedzi. W warunkach naturalnych proces ten trwa około 10-15 lat, w środowiskach nadmorskich lub w miejscach wysoce uprzemysłowionych okres ten wynosi około 5 lat.
Blacha miedziana określana jest mianem najtrwalszej. Nie wymaga konserwacji, jest odporna na korozję, doskonale znosi warunki atmosferyczne (zmienne temperatury) i promieniowanie UV.